# Taf
Pour les articles homonymes, voir TAF.
La rivière Taf (en gallois : Afon Taf, et en anglais : River Taff) est une rivière galloise.

## Géographie
La rivière est constituée à l'origine de deux cours d'eau, la Taf Fechan (petite Taf) et la Taf Fawr (grande Taf) qui se joignent au nord de Merthyr Tydfil.

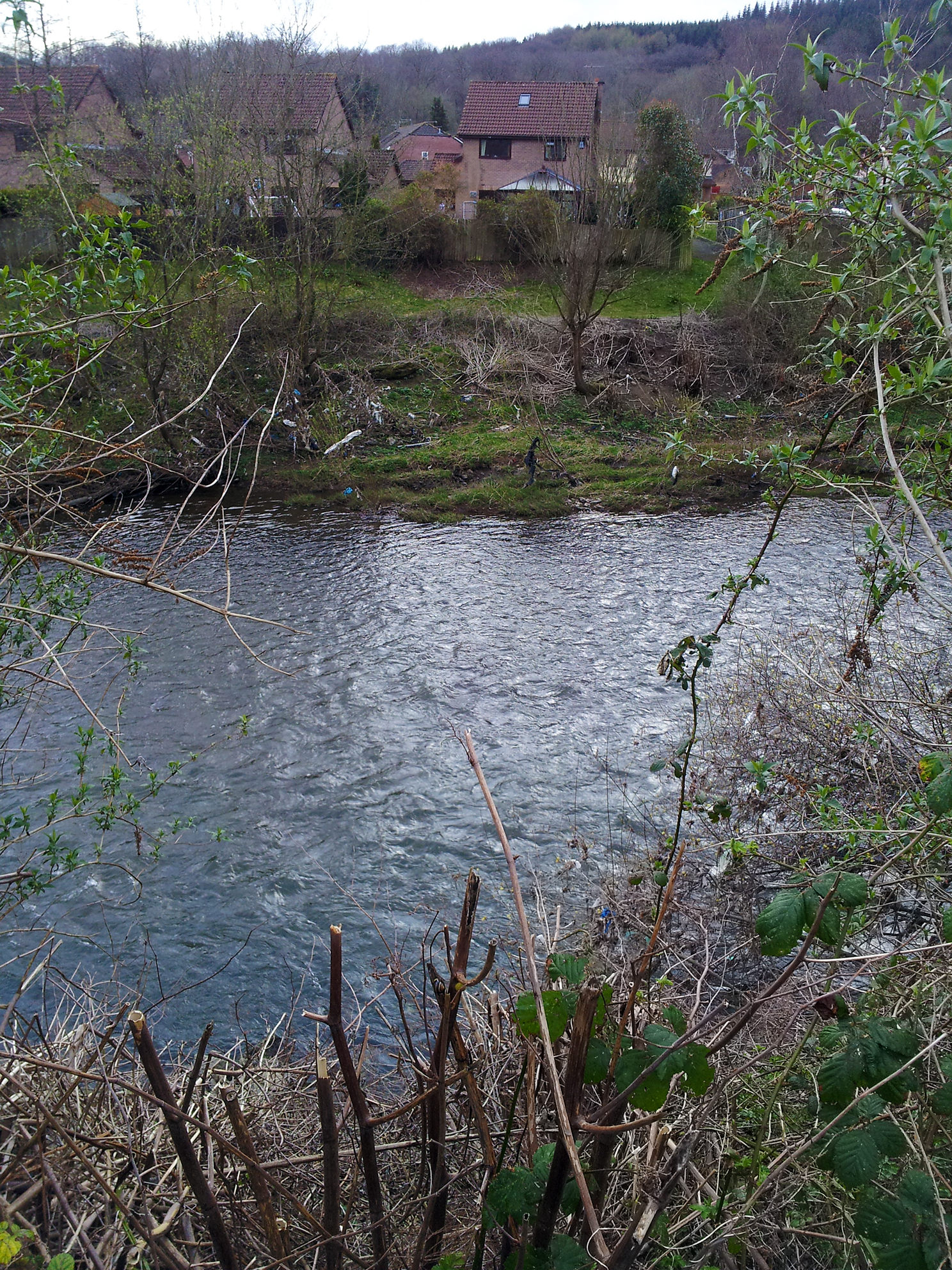
La Taf à Taff's Well.

Après un parcours de 64 km, elle se jette dans l'estuaire de la Severn, à Cardiff.
La rivière contient de nombreux poissons migrateurs, comme les saumons, les truites et les anguilles.
Ne pas la confondre avec une autre rivière, Tâf (ou Afon Tâf), de l'ouest du pays.